# Édith Moskovic
Édith Moskovic (Sevlusi, 12 de agosto de 1931-8 de junio de 2021) fue una activista y sobreviviente del Holocausto nacida en Hungría y nacionalizada francesa.

## Vida
Fue delegada en Languedoc-Rosellón del Comité Francés de Yad Vashem, institución constituida en memoria de las víctimas del Holocausto, y en 2009 fue nombrada Caballero de la Legión de Honor.
Falleció el 8 de junio de 2021.